# Plemeliella abietina
Plemeliella abietina är en tvåvingeart som beskrevs av Seitner 1908. Plemeliella abietina ingår i släktet Plemeliella och familjen gallmyggor. Inga underarter finns listade i Catalogue of Life.